# Сесель (кантон, Эн)
Сесе́ль (фр. Seyssel) — кантон во Франции, находится в регионе Рона — Альпы, департамент Эн. Входит в состав округа Белле.
Код INSEE кантона — 0131. Всего в кантон Сесель входят 5 коммун, из них главной коммуной является Сесель.

## Коммуны кантона
| Коммуна  | Население, чел | Почтовый индекс | Код INSEE |
| -------- | -------------- | --------------- | --------- |
| Англефор | 769            | 01350           | 01010     |
| Корбоно  | 573            | 01420           | 01082     |
| Кюло     | 898            | 01420           | 01118     |
| Сесель   | 2622           | 01350           | 01138     |
| Шане     | 801            | 01420           | 0140      |

## Население
Население кантона на 1999 год составляло 5 663 человека.
| 1962  | 1968  | 1975  | 1982  | 1990  | 1999  | 2006 | 2007 |
| ----- | ----- | ----- | ----- | ----- | ----- | ---- | ---- |
| 5 099 | 5 358 | 5 611 | 5 440 | 5 394 | 5 663 | -    | -    |